# Borlänge HF
Der Borlänge HF ist ein 1977 gegründeter schwedischer Eishockeyklub aus Borlänge. Die Mannschaft spielt in der drittklassigen Hockeyettan.

## Geschichte
In den 1970er Jahren gab es in Borlänge drei höherklassig spielende Eishockeymannschaften, von denen die erfolgreichste IF Tunabro war, der mehrere Jahre in der damals noch erstklassigen Division 1 gespielt hatte. Die anderen beiden Vereine waren Kvarnsvedens GoIF und IK Rommehed. Im Jahr 1977 schlossen sich die Eishockeyabteilungen von IF Tunabro und Kvarnsvedens GoIF zum Borlänge HC zusammen. Vier Jahre später folgte auch der IK Rommehed aufgrund der großen Konkurrenzsituation. Die neue Mannschaft erhielt zunächst aus Sponsoringgründen den Namen HC Dobel. Erst 1993 wurde der Verein in Borlänge HF umbenannt. Seit der Saison 1999/2000 tritt der Borlänge HF in der mittlerweile drittklassigen Division 1, die inzwischen Hockeyettan genannt wird, an.

## Bekannte ehemalige Spieler
- Stefan Bergkvist
- Tomas Forslund
- Mattias Ritola